# Mkhitar Heratsi

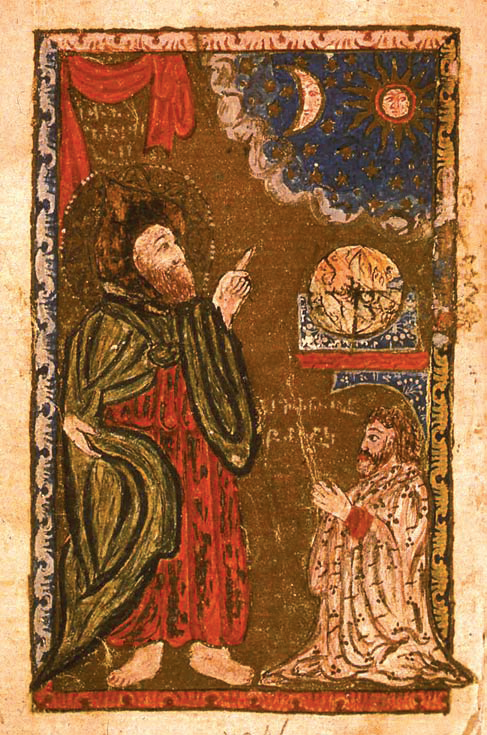
Katholikos Nerses IV. Schnorhali (links) und Mkhitar Heratsi (rechts) in einem Manuskript des 17. Jahrhunderts

Mkhitar Heratsi (armenisch Մխիթար Հերացի Mchitar Herazi), auch Mechithar aus Her, war ein armenischer Mediziner des 12. Jahrhunderts. Er wurde in Her (heute Choi, Iran) geboren und im Armenischen Königreich von Kilikien ausgebildet, in dessen Hauptstadt Sis er danach auch hauptsächlich wirkte. Er wird als Begründer der klassischen armenischen Medizin angesehen.
Sein Hauptwerk „Trost bei Fiebern“ schrieb er 1184 und handelt von der Behandlung von Krankheiten die Fieber hervorrufen, wie Malaria, Gelbfieber oder Typhus und im mittelalterlichen Kilikien weit verbreitet waren. Es ist zur Gänze erhalten. Bemerkenswert ist, dass es nicht im damals üblichen klassischen Armenisch geschrieben wurde, sondern in Mittelarmenisch, der Sprache des Volkes; offenbar um es so für mehr Menschen zugänglich zu machen.
Ein vollständiges Manuskript des Werkes wurde 1727 in Konstantinopel entdeckt und von der französischen Nationalbibliothek in Paris erworben. Die erste vollständige Übersetzung davon erschien 1908 von Ernst Seidel in deutscher Sprache.
Der offizielle Name der Staatlichen Medizinischen Universität Jerewan trägt seit 1989 den Namen Heratsis.